# Zwierzęta objęte ochroną gatunkową w Polsce (2001–2004)
Zwierzęta objęte ochroną gatunkową w Polsce (2001–2004) – lista taksonów zwierząt, które zostały objęte ochroną gatunkową zgodnie z Rozporządzeniem Ministra Środowiska z dnia 26 września 2001 r. w sprawie określenia listy gatunków zwierząt rodzimych dziko występujących objętych ochroną gatunkową ścisłą i częściową oraz zakazów dla danych gatunków i odstępstw od tych zakazów. Lista ta zastąpiła poprzednią listę (z 1995) i obowiązywała od 15 listopada 2001 roku do 26 października 2004 roku, kiedy to zastąpiła ją nowa lista z kolejnego rozporządzenia.

## Ścisła ochrona gatunkowa
Rozporządzenie ministra środowiska z 26 września 2001 roku obejmowało ścisłą ochroną gatunkową 205 taksonów zwierząt:

### Pijawki (Hirudinea)
- Pijawka lekarska (Hirudo medicinalis)

### Pająki (Araneae)
- Tygrzyk paskowany (Agryope bruennichi)
- Gryzielowate (Atypuidae) – wszystkie gatunki
- Poskocz krasny (Eresus niger)
- Bathyphantes eunemis
- Leptyhyphantes pulcher
- Skakun Philaeus chrysops

### Owady (Insecta)
- Żagnica północna (Aeschna coerulea)
- Żagnica zielona (Aeschna viridis)
- Łątka turzycowa (Coenagrion orntaum)
- Iglica mała (Nehalennia speciosa)
- Miedziopierś górska (Somatochlora alpestris)
- Trzepla zielona (Ophiogomphus cecilia)
- Gadziogłówka żółtonoga (Gomphus flavipes)
- Straszka północna (Sympecma braueri)
- Zalotka białoczelna (Leucorrhinia albifrons)
- Zalotka spłaszczona (Leucorrhinia caudalis)
- Zalotka większa (Leucorrhinia pectoralis)
- Modliszka zwyczajna (Mantis religiosa)
- Stepówka (Gampsocleis glabra)
- Bogatek wspaniały (Buprestis splendens)
- Tęczniki (Calosoma) – wszystkie gatunki
- Biegacze (Carabus) – wszystkie gatunki
- Kozioróg dębosz (Cerambyx cerdo)
- Kozioróg bukowiec (Cerambyx scopoli)
- Borodziej próchnik (Ergates faber)
- Sichrawa karpacka (Gaurotes excellens)
- Zgrzypik twardokrywka (Lamia textor)
- Leioderus kollari
- Zmorsznik Leptura thoracica
- Pseudogaurotina excellens
- Purpurówka Kaehlera (Purpuriceus kaehleri)
- Nadobnica alpejska (Rosalia alpina)
- Łucznik (Stenocorus meridianus)
- Gracz (Tragosoma depasarium)
- Zgniotek cynobrowy (Cucujus cinnaberinnus)
- Zgniotek szkarłatny (Cucujus haematodes)
- Pływak szerokobrzegi (Dytiscus latissimus)
- Graphoderus bilineatus
- Phryganophilus ruficollis
- Phyto kolwensis
- Rhysodes sulcatus
- Wynurt (Ceruchus chrysomelinus)
- Ciołek matowy (Dorcus parallelipipedus)
- Jelonek rogacz (Lucanus cervus)
- Pachnica dębowa (Osmoderma eremita)
- Orszoł (Trichius fasciatus)
- Bycznik (Typhoeus typhoeus)
- Powszelatek armorykański (Pyrgus armoricanus)
- Barczatka kataks (Eriogaster catax)
- Czerwończyk nieparek (Lycaena dispar)
- Czerwończyk fioletek (Lycaena helle)
- Modraszek alkon (Maculinea alcon)
- Modraszek arion (Maculinea arion)
- Modraszek telejus (Maculinea teleius)
- Modraszek nausitous (Maculinea nausithous)
- modraszek eros (eroides) (Polyommatus eroides)
- Modraszek gniady (Polyommatus ripatrii)
- Modraszek baton (Pseudophilotes baton)
- Modraszek orion (Scolitanides orion)
- Wstęgówka bagienka (Cstocala pacta)
- Xylomoia strix
- Dostojka akwilonaris (Boloria aquilonaris)
- Dostojka eunomia (Boloria eunomia)
- Przeplatka aurinia (Euphydryas aurinia)
- Przeplatka maturna (Euphydryas maturna)
- Pasyn lucylla (Neptis rivularis)
- Paź żeglarz (Iphiclides podalirius)
- Niepylak apollo (Parnasius apollo)
- Niepylak mnemozyna (Parnasius mnemosyna)
- Colias myrmidone
- Szlaczkoń torfowiec (Colias palaeno)
- Skalnik bryzeida (Chazara briseis)
- Górówka sudecka (Erebia sudetica)
- Strzępotek edypus (Coenonympha oedippus)
- Strzępotek hero (Coenonympha hero)
- Osadnik wielkooki (Lopinga achine)
- Skalnik driada (Minois dryas)
- Mszarnik jutta (Oeneis jutta)
- Postojak wiesiołkowiec (Proserpinus proserpina)
- Trzmiele (Bombus) – wszystkie gatunki

### Ślimaki (Gastropoda)
- Ślimak tatrzański (Chilostoma cingulellum)
- Ślimak Rossmasslera (Chilostoma rossmaessleri)
- Ślimak ostrokrawędzisty (Helicigona lapicida)
- Ślimak żeberkowany (Helicopsis striata)
- Ślimak żółtawy (Helix lutescens)
- Ślimak winniczek (Helix pomatia) – o średnicy do 30 mm muszli włącznie
- Ślimak Bąkowskiego (Trichia bakowski)
- Ślimak Bielza (Trichia bielzi)
- Bythinella austriaca
- Bythinella cylindrica
- Bythinella metarubra
- Bythinella micherdzinskii
- Bythinella zyvioteki
- Zawójka rzeczna (Valvata naticina)
- Niepozorka ojcowska (Falniowskia neglectissima)
- Igliczek karpacki (Acicula parcelineata)
- Błotniarka otułka (Myxas glutinosa)
- Zatoczek gładki (Gyraulus laevis)
- Poczwarówka pagórkowata (Granaria frumentum)
- Poczwarówka pagoda (Pagodulina pagodula)
- Poczwarówka górska (Pupilla alpicola)
- Poczwarówka zębata (Truncatellina claustralis)
- Poczwarówka zwężona (Vertigo argusitor)
- Poczwarówka jajowata (Vertigo moulinsiana)
- Poczwarówka północna (Vertigo arctica)
- Pomrowik mołdawski (Deroceras moldavicum)
- Pomrów nakrapiany (Tandonia rustica)
- Szklarka podziemna (Oxypinus inopinatus)
- Świdrzyk łamliwy (Balea perversa)
- Świdrzyk ozdobny (Charpentieria ornata)
- Świdrzyk śląski (Cochlodina costata)
- Świdrzyk siedmiogrodzki (Vestia elata)

### Małże (Bivalvia)
- Perłoródka rzeczna (Margaritifera margaritifera)
- Szczeżuja wielka (Anodonta cygnea)
- Szczeżuja spłaszczona (Anodonta complanata)
- Skójka gruboskorupowa (Unio crassus)
- Skójka malarska (Unio pictorum)
- Skójka zaostrzona (Unio tumidus)
- Groszówkowate (Spheridae) – wszystkie gatunki

### Krąguste (Cyclostomata)
- Minogowate (Petromyzontidae) – wszystkie gatunki, z wyjątkiem postaci dorosłych minoga rzecznego (Lamperta fluviatilis)

### Ryby (Pisces)
- Jesiotr zachodni (Acipenser sturio)
- Alosa (Alosa alosa)
- Parposz (Alosa fallax)
- Piekielnica (Alburnoides bipunctatus)
- Strzebla błotna (Eupallasella percnurus)
- Kiełb Kesslera (Gobio kessleri)
- Kiełb białopłetwy (Gobio albipinnatus)
- Ciosa (Pelecus cultratus) – z wyjątkiem występującej w wodach Zalewu Wiślanego
- Strzebla potokowa (Phoxinus phoxinus)
- Różanka (Rhodeus sericeus)
- Koza (Cobitis taenia)
- Piskorz (Misgurnus fossilis)
- Koza złotawa (Sabanajewia aurata)
- Głowacz białopłetwy (Cottus gobio)
- Głowacz pręgopłetwy (Cottus poecilopus)
- Kur rogacz (Myoxocephalus quadricornis)
- Dennik (Liparis liparis)
- Babka czarnoplamka (Gobiusculus flavescens)
- Babka czarna (Gobius niger)
- Babka szczupła (Neogobius fluviatilis)
- Babka piaskowa (Pomatoschistus microps)
- Babka mała (Pomatoschistus minutus)
- Pocierniec (Spinachia spinachia)
- Wężynka (Nerophis ophidion)
- Iglicznia (Syngnathus typhle)

### Płazy (Amphibia)
- Salamandra plamista (Salamandra salamandra)
- Traszki (Triturus) – wszystkie gatunki
- Ropuszkowate (Discoglossidae) – wszystkie gatunki
- Grzebiuszka ziemna (Patobates fuscus)
- Ropuchowate (Bufonidae) – wszystkie gatunki
- Rzekotka drzewna (Hyla arborea)
- Żabowate (Ranidae) – wszystkie gatunki

### Gady (Reptilia)
- Żółw błotny (Emys orbicularis)
- Jaszczurkowate (Lacertdae) – wszystkie gatunki
- Padalec (Anguis fragilis)
- Zaskroniec zwyczajny (Natrix natrix)
- Wąż Eskulapa (Elaphe longissima)
- Gniewosz plamisty (Coronella austriaca)
- Żmija zygzakowata (Vipera berus)

### Ptaki (Aves)
- Nury (Gaviformes) – wszystkie gatunki
- Perkozy (Podicipediformes) – wszystkie gatunki
- Rurkonose (Procellariiformes) – wszystkie gatunki
- Pełnopłetwe (Pelecaniformes) – wszystkie gatunki, z wyjątkiem kormorana czarnego (Phalacrocorax carbo)
- Brodzące (Ciconiiformes) – wszystkie gatunki, z wyjątkiem czapli siwej (Ardea cinerea)
- Blaszkodziobe (Anseriformes) – wszystkie gatunki, z wyjątkiem: cyraneczki (Anas crecca), krzyżówki (Anas platyrhynchos), głowienki (Aythya ferina), czernicy (Aythya fuligula), gęsi gęgawy (Anser anser), gęsi zbożowej (Anser fabalis), gęsi białoczelnej (Anser albifrons)
- Jastrzębiowe (Accipitriformes) – wszystkie gatunki
- Sokołowe (Falconiformes) – wszystkie gatunki
- Cietrzew (Tetrao tetrix)
- Głuszec (Tetrao urogallus)
- Przepiórka (Coturnix coturnix)
- Żurawiowe (Gruiformes) – wszystkie gatunki, z wyjątkiem łyski (Fulica atra)
- Siewkowce (Charadrii) – wszystkie gatunki, z wyjątkiem mewy srebrzystej (Larus argentatus), mewy białogłowej (Larus cachinnans), słonki (Scolopax rusticola)
- Siniak (Columba oenas)
- Sierpówka (Streptopelia decaocto)
- Turkawka (Streptopelia turtur)
- Kukułka (Cunulus canorus)
- Sowy (Strigiformes) – wszystkie gatunki
- Lelek kozodój (Caprimulgus europaeus)
- Jerzyk (Apus apus)
- Zimorodek (Alcedo atthis)
- Kraska (Coracias garrulus)
- Żołna (Merops apiaster)
- Dudek (Upupa epops)
- Dzięcioły (Piciformes) – wszystkie gatunki
- Wróblowe (Passeriformes) – wszystkie gatunki, z wyjątkiem wrony siwej (Corvus corone cornix) i sroki (Pica pica)

### Ssaki (Mammalia)
- Jeż wschodni (Erinaceus concolor)
- Jeż zachodni (Erinaceus europeaus)
- Kret (Talpa europaea) – z wyjątkiem występującego na lotniskach, w zamkniętych ogrodach, szkółkach, na obszarze stawów rybnych, uznanych za obręby hodowlane w rozumieniu przepisów o rybactwie śródlądowym oraz na wałach przeciwpowodziowych, zaporach ziemnych zbiorników wodnych, nasypach, doprowadzalnikach i groblach
- Ryjówkowate (Sorcidae) – wszystkie gatunki
- Podkowiec duży (Rhinolophus ferrumequinum)
- Podkowiec mały (Rhinolophus hipposideros)
- Mroczkowate (Vespertilionidae) – wszystkie gatunki
- Zając bielak (Lepus timidus)
- świstak alpejski (Marmota marmota) (Podgatunek: świstak tatrzański) (Marmota marmota)
- Wiewiórka (Sciurus vulgaris)
- Suseł moręgowany (Spermophilus citellus)
- Suseł perełkowany (Spermophilus suslicus)
- Smużka leśna (Sicista betulina)
- Smużka stepowa (Sicista subtilis)
- koszatka leśna (Dryomys nitedula)
- żołędnica europejska (Eliomys quercinus)
- Popielica (Glis glis)
- Orzesznica (Muscardinus avellanarius)
- Chomik europejski (Cricetus cricetus)
- Darniówka tatrzańska (Pitymys tatricus)
- Nornik śnieżny (Mycotus nivalis)
- Rząd waleni (Cetacea) – wszystkie gatunki
- Niedźwiedź (Ursus arctos)
- Wilk (Canis lupus)
- Żbik (Felis silvestris)
- Ryś (Felis lynx)
- Wydra (Lutra lutra) – z wyjątkiem występującej na obszarze stawów rybnych, uznanych za obręby hodowlane w rozumieniu przepisów o rybactwie śródlądowym
- Gronostaj (Mustela erminea)
- Tchórz stepowy (Mustela eversmanni)
- Norka europejska (Mustela lutreola)
- Łasica (Mustela nivalis)
- Foka szara (Halichoreus grypus)
- Nerpa obrączkowana (Phoca hispida)
- Foka pospolita (Phoca vitulina)
- Żubr (Bison bonsanus)
- Kozica (Rupicapra rupicapra)

## Częściowa ochrona gatunkowa
Rozporządzenie ministra środowiska z 26 września 2001 roku obejmowało częściową ochroną gatunkową 11 taksonów zwierząt:

### Ślimaki (Gastropoda)
- Ślimak winniczek (Helix pomatia) – o średnicy muszli powyżej 30 mm

### Krąguste (Cyclostomata)
- Minóg rzeczny (Lamperta fluviatilis) – postacie dorosłe

### Ryby (Pisces)
- Słonecznica (Leucaspius delineatus)
- Śliz (Nemachilus barbatulus)

### Ptaki (Aves)
- Kormoran czarny (Phalacrocorax carbo) – z wyjątkiem występującego na obszarze stawów rybnych, uznanych za obręby hodowlane w rozumieniu przepisów o rybactwie śródlądowym
- Mewa srebrzysta (Larus argentatus)
- Mewa białogłowa (Larus cachinnans)
- Wrona siwa (Corvus corone cornix)
- Sroka (Pica pica)
- Bóbr europejski (Castor fiber)
- Wydra (Lutra lutra) – występująca na obszarze stawów rybnych, uznanych za obręby hodowlane w rozumieniu przepisów o rybactwie śródlądowym

## Ochrona stanowisk
Rozporządzenie ministra środowiska z 26 września 2001 roku obejmowało ochroną stanowisk 18 gatunków zwierząt:
- Orzeł przedni (Aquilla chrysaetos)
- Orlik grubodzioby (Aquilla clanga)
- Orlik krzykliwy (Aquilla pomarina)
- Puchacz (Bubo bubo)
- Kulon (Burhinus oedicnemus)
- Gadożer (Circaetus gallicus)
- Bocian czarny (Ciconia nigra)
- Kraska (Coracias garrulus)
- Wąż Eskulapa (Elaphe longissima)
- Żółw błotny (Emys orbicularis)
- Sokół wędrowny (Falco peregrinus)
- Orzeł bielik (Haliaetus albicilla)
- Orzełek włochaty (Hieraaetus pennetus)
- Kania ruda (Milvus milvus)
- Kania czarna (Milvus migrans)
- Rybołów (Pandion haliaetus)
- Cietrzew (Tetrao tetrix)
- Głuszec (Tetrao urogallus)